# 'k Zie zo gere m'n duivenkot
 'k Zie zo gere m'n duivenkot is een Nederlandstalig nummer uit 1950. Het werd geschreven door Anton Beuving en Gerd Zonnenberg voor de Vlaamse zanger en gitarist Bobbejaan Schoepen die het als eerste als single uitbracht. Het is een van Schoepens bekendste hits, maar het succes ervan bleef beperkt tot Vlaanderen.

## Nummer
Het lied gaat over een duivenmelker die het liefst van alles in zijn duiventil in Antwerpen nabij Het Steen verblijft. Het is er immers rustig en hij kan er zijn zorgen vergeten. De protagonist leert daarna de dochter van zijn buurman kennen die hij ook met een duifje vergelijkt en met wie hij later een "nestje bouwt."

## Spelling
Er circuleren diverse spellingswijzen rond de titel. Het woord "ik" wordt soms voluit geschreven, dan weer afgekort als "'k", terwijl het woord "m'n" ook weleens als "mijn" wordt geschreven. Het woord "gere" ("graag") wordt soms gespeld als "geeren", "geren", "geiren" of "geire". De vaakst voorkomende titel op de platenhoesjes is: "'k Zie zo gere m'n duivenkot."

## In populaire cultuur
- Op blz. 45 van het Suske en Wiske-album Het zingende nijlpaard (1950), dat over een Egyptische prinses gaat die in een nijlpaard is omgetoverd, vraagt een pratende sfinx om "de grote aria van Be-obbeja-an scho-epen" te zingen. Hierop zingt het nijlpaard: "kzi-tzogge-reno-pmijndu-ivenko-tte".
- Een instrumentale bewerking van het nummer werd jarenlang op de Vlaamse BRT-radio gebruikt om de Inlichtingen voor duivenliefhebbers aan te kondigen.
- Het lied wordt meermaals gezongen door Fernand Costermans in het programma F.C. De Kampioenen.